# Ćukali
Ćukali je naseljeno mjesto u sastavu općine Srbac, Republika Srpska, BiH.

## Stanovništvo
| Ćukali             |              |
| Godina popisa      | 1991.        |
| Srbi               | 364 (95,79%) |
| Hrvati             | 0            |
| Muslimani          | 0            |
| Jugoslaveni        | 14 (3,68%)   |
| ostali i nepoznato | 2 (0,52%)    |
| ukupno             | 380          |